# Tumiritinga
Tumiritinga là một đô thị thuộc bang Minas Gerais, Brasil. Đô thị này có diện tích 496,783 km², dân số năm 2007 là 5964 người, mật độ 12,4 người/km².